# Marita Hüninghake
Marita Hüninghake (* 31. Juli 1966) ist eine ehemalige deutsche Volleyballspielerin.
Marita Hüninghake war vielfache deutsche Nationalspielerin. Die Linkshänderin spielte von 1983 bis 1985 beim Bundesligisten VfL Oythe. Anschließend war sie beim Ligakonkurrenten FC Augsburg und in den Niederlanden bei Mepal/Orion Doetinchem aktiv, bevor sie wieder nach Oythe zurückkehrte und dort bis 1993 spielte. Nach einem Intermezzo beim spanischen Verein Afelsa Teneriffa spielte sie anschließend wieder in Deutschland beim TvdB Bremen. Über viele Jahre war sie in den Ranglisten des deutschen Volleyballs vertreten.
Heute ist Marita Hüninghake als Sozialpädagogin an einer Berufsschule in Lohne (Kreis Vechta) tätig.